# Bérangère Maximin
Bérangère Maximin (Réunion, december 1976) is een experimentele Franse muzikante die minimalistische composities maakt. 
Tot haar vijftiende woonde ze op het eiland Réunion. Maximin studeerde elektroakoestische muziek aan het conservatorium van Perpignan, en volgde les in Musique Concrète bij Denis Dufour. Sinds 2002 woont ze in Parijs.
Haar debuutalbum Tant Que Les Heures Passes verscheen in 2008. Nadien toerde ze onder meer met een tweeluik voor vijf stemmen en een laptop, met  Stuck In A Nasty Little Film en Sheer Accident en trad ze op met de experimentele gitarist Fred Frith. In 2012 verscheen het tweede album No one is an island, haar enige album waarmee ze met andere muzikanten samenwerkte, met name Rhys Chatham, Fennesz, Frédéric D. Oberland en Richard Pinhas. 

## Discografie
- Tant Que Les heures Passent[5] (2008 - Tzadik Records)
- No One Is An Island[6] (2012 Sub Rosa)
- Infinitesimal[7] (2013 Sub Rosa)
- Dangerous Orbits[8] (2015 Crammed Discs).[9]
- Frozen Refrains[10] (2017)
- Land Of Waves[11] (2020)

- Bibliothèque nationale de France: cb15052768x (data)
- Gemeinsame Normdatei: 1216063346
- International Standard Name Identifier: 0000 0000 7143 4683
- Library of Congress Control Number: no2008153965
- MusicBrainz: 9c523cce-3757-400d-bb9b-8f97932e4e0d
- Virtual International Authority File: 51514939
- WorldCat: E39PBJkp7r9kCWRM8dKwh9wpyd